# Königslanguste
Die Königslanguste (Panulirus regius) ist eine Art aus der Familie der Langusten.
Die maximale Körperlänge dieser Langustenart beträgt 35 Zentimeter. In der Regel erreichen jedoch die Vertreter dieser Art eine Körperlänge von 25 Zentimeter. Sie ist im Ostatlantik von Süd-Angola bis Süd-Marokko zu finden und kommt auch im westlichen Mittelmeer vor. In der Adria ist sie dagegen nicht vertreten.
Die Königslanguste zählt unter den Langusten zu den Seichtwasserarten und lebt in einer Meerestiefe bis zu 40 Metern. Sie kommt hauptsächlich in Tiefen zwischen 5 und 15 Metern vor und bevorzugt Felsgrund.